# Dietrich d'Haldensleben
Dietrich d’Haldensleben, connu aussi sous les noms de Thierry, de Theodoric ou de Theoderic(h), mort le 25 août 985, est un comte saxon qui fut le premier margrave de la marche du Nord de 965 jusqu'à la revolte slave de 983. 

## Biographie
Dietrich est l'ancêtre d'une famille comtale résidant à Haldensleben en Ostphalie, près de la frontière du royaume de Francie orientale avec les territoires des Slaves (« Wendes ») au-delà du fleuve Elbe. Le comte se révéla un partisan fidèle du roi Otton Ier durant la rébellion de son fils Liudolf de Souabe en 953. Plus tard, il lutta contre les tribus slaves le long de la frontière orientale de ses domaines. 

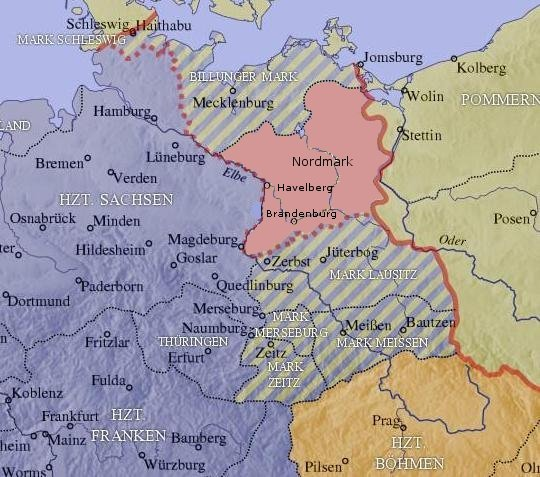
La marche du Nord (en rose) vers l'an 983.

Selon l'historiographie traditionaliste, la vaste marche de l'Est saxonne (marca Geronis) a été divisée en plusieurs morceaux par l’empereur Otton Ier après la mort du margrave Gero Ier le 20 mai 965 ; dans les actes, Dietrich apparaît comme margrave de la marche du Nord s'étendant jusqu'aux frontières de la Pologne et de la Poméranie à l'Est. À partir de 966, il est également désigné comte en Derlingau.
D’après la chronique de l'évêque Dithmar de Mersebourg, il était un suzerain cruel et fier. Il a aidé l’archevêque Adalbert de Magdebourg à comploter contre son rival, le comte Gero d’Alsleben, probablement un neveu du margrave Gero décédé. Son intervention a jeté le discrédit sur Gero qui a été exécuté, à l'instigation de l'empereur Otton II, le 11 août 979. Cette punition était considérée par les contemporains comme profondément injuste et a suscité un véritable scandale. Le neveu de l'empereur, le duc Otton de Souabe, lui-même a protesté contre l'action arbitraire.
En tant que margrave, Dietrich méprisait les Slaves, refusant notamment à une de ses parentes d’épouser un « chien slave ». Mais à la suite du décès de l’archevêque Adalbert en 981 et de la défaite militaire de l'empereur Otton II à cap Colonne en Italie, la situation dans la marche du Nord s'est considérablement détériorée. Finalement, la conduite de Dietrich a mené à la révolte de la fédération tribale des Lutici : le 29 juin 983, les forces slaves ont mis à sac le siège épiscopal à Havelberg et la résidence du margrave à Brandebourg-sur-la-Havel. Dans les cent  années suivantes, les tribus des Lutici sont retournées au paganisme et la suzeraineté saxonne sur les territoires à l'Est de l'Elbe a été brisée. 
Selon les chroniques d'Adam de Brême et de l'Annalista Saxo, Dietrich a été démis de ses fonctions par l'empereur Otton II. Plus tard, vers 993, le titre de margrave a été attribué au comte Lothaire III de Walbeck.

## Mariage et descendance
Dietrich s'est marié a une fille du comte Lothaire Ier de Walbeck († 929). Oda von Haldensleben, une fille cadette, a épousé le duc Mieszko Ier de Pologne en 979 ; sa sœur aînée Thietburge épousa le comte Dedo Ier de Wettin. Une autre fille, Mathilde, était mariée avec un prince slave Pribislav ; devenue veuve, elle fut abbesse à Magdebourg. Bernard, le fils héritier de Dietrich, a été nommé margrave vers l'an 1009.
Guillaume († 1056), arrière petit-fils de Dietrich, fut le dernier margrave de la famille ; sa nièce Gertrude d'Haldensleben épousa le duc Ordulf de Saxe en 1071.

## Sources
- Reuter, Timothy. Germany in the Early Middle Ages 800–1056. New York: Longman, 1991.
- Thompson, James Westfall. Feudal Germany, Volume II. New York: Frederick Ungar Publishing Co., 1928.
- Bernhardt, John W. Itinerant Kingship and Royal Monasteries in Early Medieval Germany, c. 936–1075. Cambridge: Cambridge University Press, 1993.

- (en) Cet article est partiellement ou en totalité issu de l’article de Wikipédia en anglais intitulé « Dietrich of Haldensleben » (voir la liste des auteurs).